# شالي شل (مقاطعة ديواندرة)
شالي شل (بالفارسية: شالی شل) هي قرية تقع في قسم كاني شيرين الريفي (مقاطعة ديواندرة) في إيران. يقدر عدد سكانها بـ 510 نسمة بحسب إحصاء 2016.